# Heliconia reptans
Heliconia reptans är en enhjärtbladig växtart som beskrevs av Abalo och G.Morales. Heliconia reptans ingår i släktet Heliconia och familjen Heliconiaceae. Inga underarter finns listade.